# The Brutalist
The Brutalist – amerykańsko-brytyjski dramat historyczno-biograficzny z 2024 roku w reżyserii Brady'ego Corbeta. W rolach głównych wystąpili Adrien Brody, Felicity Jones i Guy Pearce.
Film został doceniony przez krytyków za reżyserię, scenariusz, ścieżkę dźwiękową, grę aktorską i zdjęcia. Przyniósł 31,3 miliona dolarów przychodu z biletów i otrzymał m.in. 10 nominacji na 97. ceremonii wręczenia Oscarów oraz 9 nominacji na 82. ceremonii wręczenia Złotych Globów.

## Fabuła
László Tóth (Adrien Brody), węgierski architekt żydowskiego pochodzenia, emigruje do Stanów Zjednoczonych w latach 40. w celu odbudowania swojego życia i zaznania "amerykańskiego snu". Jego talent do budowania zostaje szybko dostrzeżony przez magnata finansowego, Harrisona Lee Van Burena (Guy Pearce), który zleca mu zaprojektowanie wielkiego centrum społecznego dla społeczności Filadelfii.

## Obsada
- Adrien Brody jako László Toth
- Guy Pearce jako Harrison Lee Van Buren
- Felicity Jones jako Erzsébet Tóth
- Joe Alwyn jako Harry Lee Van Buren
- Raffey Cassidy jako Zsófia
- Stacy Martin jako Maggie Lee Van Buren
- Alessandro Nivola jako Attila
- Emma Laird jako Audrey
- Isaac de Bankolé jako Gordon

## Produkcja
Zdjęcia kręcono w Budapeszcie, od 16 marca 2023 roku, następnie 29 kwietnia 2023 roku produkcja została przeniesiona do Carrary i Wenecji. Zdjęcia zostały ukończone 5 maja 2023 roku.

## Premiera
Premiera filmu odbyła się 1 września 2024 roku w konkursie głównym na 81. Międzynarodowym Festiwalu Filmowym w Wenecji. W Stanach Zjednoczonych premiera miała miejsce 20 grudnia 2024 roku, z kolei na ekrany polskich kin film trafił 31 stycznia 2025 roku.